# Рот-ам-Зее
Рот-ам-Зее (нім. Rot am See) — громада в Німеччині, знаходиться в землі Баден-Вюртемберг. Підпорядковується адміністративному округу Штутгарт. Входить до складу району Швебіш-Галль.
Площа — 74,81 км2. Населення становить 5431 ос. (станом на 31 грудня 2020).